# Горняк (Кемеровская область)
Горня́к — посёлок в Ленинск-Кузнецком районе Кемеровской области. Входит в состав Горняцкого сельского поселения.

## Географическое положение
Центральная часть населённого пункта расположена на высоте 186 метров над уровнем моря.

## История
Указом Президиума Верховного Совета РСФСР от 15 августа 1963 года посёлок фермы № 2 совхоза «Ленинуголь» Ленинск-Кузнецкого сельского района переименован в посёлок Горняк.

## Население
| 2010 |
| ---- |
| 102  |

По данным Всероссийской переписи населения 2010 года, в посёлке Горняк проживает 102 человека (46 мужчин, 56 женщин).